# Тимины
 Тимины  — деревня в Афанасьевском районе Кировской области в составе Гординского сельского поселения.

## География
Расположена на расстоянии примерно 12 км на северо-запад по прямой от центра поселения села  Гордино на правобережье реки Кама.

## История
Известна с 1727 года как деревня Макаровых с 1 двором, в 1873 году учитывалась как большая деревня Макаровская с 34 дворами и 255 жителями, в 1926 году учтена как деревня Тиминская (Макаровы), 19 хозяйств, 96 жителей, в 1950 19 и 55, в 1989 году проживало 13 жителей. Современное название утвердилось с 1939 года.  

## Население
Постоянное население составляло 8 человек (русские 100%) в 2002 году, 0 в 2010.